# Charleroi Coal Miners
Stade
Maillots
Les Charleroi Coal Miners sont un club belge de football américain basé à Charleroi,.

## Histoire

### Charleroi Cougars
Les Cougars de Charleroi sont issus de la fusion de deux équipes carolos : les Razorbacks de Fleurus et les Grizzlies de Courcelles. Ces deux équipes décidèrent d'unir leurs efforts en 1992.

Cette union fut concrétisée en 1993 par la création de l'asbl Charleroi Cougars. C'est sur le site du Complexe sportif de Roux que les Cougars jettent leur dévolu. Ils sont ainsi la première formation du pays à disposer d'un terrain aux dimensions réglementaires. En 2008, les Cougars alignent pour la première fois de leur histoire une équipe junior dans le championnat. En 2009, les Cougars se qualifient pour les Playoffs. Ils seront toutefois éliminés au 2e tour par les West-Vlaanderen Tribes. Ils termineront vice-champions de la LFFAB.

### Création
Le club est créé en 2012 et est le fruit de la fusion des deux clubs de la région de Charleroi, les Charleroi Cougars et les Charleroi Steelers. Ils sont rejoints fin 2012 par le club des Wolves de La Louvière.
Le club se compose actuellement de trois équipes :
- Flag football U15 et U13;
- Tackle Seniors évoluant en Division 1 nationale (Élites)[5];
- Tackle Juniors U19.

## Palmarès
L'équipe Juniors (U19) est championne en 2012 dans la configuration 6vs6.
Le club est champion en D2 de la Ligue Francophone de Football Américain (LFFA) en 2017 après avoir remporté 42 à 7 la finale de cette division contre Andenne Bears. Ils gagnent ensuite 10 à 0 le match de barrage les opposant aux Fighting Turtles de Grez-Doiceau classés derniers en Division 1 ce qui leur permet d'accéder à la Division 1 nationale pour la saison 2018,.
Ils terminent 6e de la saison 2018 (bilan de 2 victoires pour 5 défaites) et 4e de la saison 2019 (bilan de 3 victoires pour 4 défaites) à égalité avec les Ostend Pirates. Ayant été battus par ces derniers en saison régulière, ils ne participent pas aux playoffs.